# Stelis bricenorum
Stelis bricenorum là một loài thực vật có hoa trong họ Lan. Loài này được G.A.Romero & Luer mô tả khoa học đầu tiên năm 2006.